# Communauté de communes du Val de Noye
Die Communauté de communes du Val de Noye war ein französischer Gemeindeverband mit der Rechtsform einer Communauté de communes im Département Somme in der Region Hauts-de-France. Sie wurde am 15. Mai 2001 gegründet und umfasste 26 Gemeinden. Der Verwaltungssitz befand sich im Ort Ailly-sur-Noye.

## Historische Entwicklung
Der Gemeindeverband wurde am 1. Januar 2017 mit der Communauté de communes Avre Luce Moreuil zur neuen Communauté de communes Avre Luce Noye zusammengeschlossen.

## Ehemalige Mitgliedsgemeinden
1. Ailly-sur-Noye
2. Aubvillers
3. Chaussoy-Epagny
4. Chirmont
5. Cottenchy
6. Coullemelle
7. Dommartin
8. Esclainvillers
9. Flers-sur-Noye
10. Folleville
11. Fouencamps
12. Fransures
13. Grivesnes
14. Guyencourt-sur-Noye
15. Hallivillers
16. Jumel
17. La Faloise
18. Lawarde-Mauger-l’Hortoy
19. Louvrechy
20. Mailly-Raineval
21. Quiry-le-Sec
22. Rogy
23. Rouvrel
24. Sauvillers-Mongival
25. Sourdon
26. Thory